# Аззузи, Рашид
Раши́д Аззузи́ (араб. رشيد عزّوزي‎; род. 10 января 1971) — марокканский футболист и футбольный функционер. Практически всю карьеру провёл в клубах Германии, однако в Бундеслиге провёл всего три сезона. Провёл во второй Бундеслиге 12 сезонов, в которых сыграл 258 матчей и забил 29 голов.

## Клубная карьера
Аззузи родился в марокканском городе Фес. Когда ему было два года, семья переехала в немецкий город Альсдорф. Футболистом Рашид стал благодаря своему старшему брату, начинал в командах «Герта» и «Алемания» из Мариадорфа (район Альсдорфа). Своей игрой он привлёк внимание «Кёльна» и «Дуйсбурга», выбор сделал в пользу первого, поскольку Кёльн был ближе к его дому. Лишь один сезон Аззузи провёл в молодёжной команде «Кёльна», после чего был переведён во вторую команду клуба, но предпочёл перейти в «Дуйсбург», где была возможность сразу попасть в первый состав.
В возрасте 18 лет Аззузи заключил первый профессиональный контракт с «Дуйсбургом», который в то время выступал во второй Бундеслиге. В первом сезоне он сыграл всего 11 матчей за основной состав и окончательно закрепился в нём лишь на третий год. Дважды, в 1991 и 1993 годах, Рашид выходил с этим клубом в первую Бундеслигу, в которой провёл всего три сезона, и дважды её покидал.
В 1995 году Аззузи перешёл в кёльнскую «Фортуну», заплатившую за него 600 тыс. марок. Он стал самым дорогим приобретением в истории клуба. Там Рашид провёл два сезона, но испытывал трудности из-за необходимости совмещать игры за клуб и сборную.
В 1997 году Аззузи имел возможность продолжить карьеру во Франции, но решил остаться в Германии и заключил контракт с клубом «Гройтер Фюрт». Там он провёл шесть лет, являясь одним из основных игроков команды. С июля по ноябрь 2003 года Рашид выступал за китайский клуб «Чунцин Лифань». В начале 2004 года он вернулся в «Гройтер Фюрт», за который отыграл до конца сезона. Свой последний матч в профессиональном футболе Аззузи провёл 23 мая 2004 года.

## Карьера в сборной
Рашид Аззузи выступал за национальную сборную Марокко в период с 1991 по 1998 год, сыграл 37 матчей. За это время он выступил на летних Олимпийских играх 1992 года, Кубках африканских наций 1992 и 1998 годов, чемпионатах мира 1994 и 1998 годов. На чемпионатах мира Аззузи сыграл пять матчей. После чемпионата мира 1998 года он завершил выступления за сборную.

## После завершения игровой карьеры
Окончив игровую карьеру в 2004 году, Аззузи остался в «Гройтер Фюрт» в качестве тренера команды до 17 лет. Тренером он проработал всего год, затем перешёл на административную работу и оставался в структуре клуба до 2012 года. С 2008 по 2012 годы Рашид был спортивным директором клуба, при нём тот вышел в первую Бундеслигу.
В июне 2012 года Аззузи был назначен спортивным директором клуба «Санкт-Паули», проработал в этой должности до увольнения в декабре 2014 года. С июня 2015 по май 2016 года он занимал аналогичную должность в «Фортуне» из Дюссельдорфа. 22 ноября 2017 года Аззузи вернулся в «Гройтер Фюрт» на должность спортивного директора, с августа 2018 года является управляющим спортивным директором.

## Статистика выступлений
| Клуб             | Сезон            | Лига | Лига | Кубки | Кубки | Еврокубки | Еврокубки | Другие | Другие | Итого | Итого |
| Клуб             | Сезон            | Игры | Голы | Игры  | Голы  | Игры      | Голы      | Игры   | Голы   | Игры  | Голы  |
| ---------------- | ---------------- | ---- | ---- | ----- | ----- | --------- | --------- | ------ | ------ | ----- | ----- |
| Дуйсбург         | 1989/90          | 11   | 0    | 1     | 0     | 0         | 0         | 0      | 0      | 12    | 0     |
| Дуйсбург         | 1990/91          | 10   | 0    | 0     | 0     | 0         | 0         | 0      | 0      | 10    | 0     |
| Дуйсбург         | 1991/92          | 17   | 0    | 0     | 0     | 0         | 0         | 0      | 0      | 17    | 0     |
| Дуйсбург         | 1992/93          | 26   | 1    | 0     | 0     | 0         | 0         | 0      | 0      | 26    | 1     |
| Дуйсбург         | 1993/94          | 23   | 0    | 0     | 0     | 0         | 0         | 0      | 0      | 23    | 0     |
| Дуйсбург         | 1994/95          | 24   | 3    | 1     | 0     | 0         | 0         | 0      | 0      | 25    | 3     |
| Дуйсбург         | Итого            | 111  | 4    | 2     | 0     | 0         | 0         | 0      | 0      | 113   | 4     |
| Фортуна (Кёльн)  | 1995/96          | 32   | 0    | 1     | 0     | 0         | 0         | 0      | 0      | 33    | 0     |
| Фортуна (Кёльн)  | 1996/97          | 11   | 0    | 1     | 0     | 0         | 0         | 0      | 0      | 12    | 0     |
| Фортуна (Кёльн)  | Итого            | 43   | 0    | 2     | 0     | 0         | 0         | 0      | 0      | 45    | 0     |
| Гройтер Фюрт     | 1997/98          | 21   | 3    | 2     | 0     | 0         | 0         | 0      | 0      | 23    | 3     |
| Гройтер Фюрт     | 1998/99          | 30   | 0    | 2     | 0     | 0         | 0         | 0      | 0      | 32    | 0     |
| Гройтер Фюрт     | 1999/00          | 21   | 0    | 2     | 0     | 0         | 0         | 0      | 0      | 23    | 0     |
| Гройтер Фюрт     | 2000/01          | 31   | 5    | 2     | 0     | 0         | 0         | 0      | 0      | 33    | 5     |
| Гройтер Фюрт     | 2001/02          | 31   | 15   | 2     | 1     | 0         | 0         | 0      | 0      | 33    | 16    |
| Гройтер Фюрт     | 2002/03          | 22   | 4    | 0     | 0     | 0         | 0         | 0      | 0      | 22    | 4     |
| Гройтер Фюрт     | Итого            | 156  | 27   | 10    | 1     | 0         | 0         | 0      | 0      | 166   | 28    |
| Чунцин Лифань    | 2003             | 11   | 0    | 0     | 0     | 0         | 0         | 0      | 0      | 11    | 0     |
| Чунцин Лифань    | Итого            | 11   | 0    | 0     | 0     | 0         | 0         | 0      | 0      | 0     | 0     |
| Гройтер Фюрт     | 2004             | 12   | 1    | 0     | 0     | 0         | 0         | 0      | 0      | 12    | 1     |
| Гройтер Фюрт     | Итого            | 12   | 1    | 0     | 0     | 0         | 0         | 0      | 0      | 0     | 0     |
| Всего за карьеру | Всего за карьеру | 333  | 32   | 14    | 1     | 0         | 0         | 0      | 0      | 347   | 33    |